# هرمان ویکر
هرمان ویکر (آلمانی: Hermann Wilker؛ ۲۴ ژوئیه ۱۸۷۴ – ۲۸ دسامبر ۱۹۴۱) قایقران روئینگ اهل آلمان بود.